# Хоминский, Александр Станиславович
Александр-Станислав-Лаврен Станисла́вович Хоминский (1859—1936) — государственный, политический и общественный деятель, публицист, прозаик, член Государственного совета.

## Биография
Родился 22 августа 1859 года[по какому календарю?] в Ковно. Окончил Вологодскую гимназию и юридический факультет Варшавского университета.
В 1886 году поселился в родовом имении в Ольшево Свенцянского уезда Виленской губернии.
Умер 6 мая 1936 года в Ольшево.

### Политическая деятельность
В 1903 году вошел в состав Виленского общества сельского хозяйства.
При выборах в І-ю Государственную Думу — организатор съезда польских представителей девяти губерний Беларуси и Литвы в Вильно (см. — «краёвцы»). Руководитель Виленского избирательного округа, депутат Государственной Думы. Сторонник проекта создания земельного фонда за счет казенных, церковных и частично помещичьих земель «по справедливой оценке», чтобы крестьяне могли арендовать землю в рамках потребительской нормы.
В 1907 году состоял председателем и казначеем Войстомско-Свирского комитета общества «Красный Крест», которое было зарегистрировано в имении Ольшево Лынтупской волости Свенцянского уезда. Членами ревизионной комиссии местного комитета были коллежский советник Ксаверий Викентьевич Довгялло, гвардии отставной ротмистр Иосиф Станиславович Хоминский, отставной ротмистр Генрих Иванович Ширин и Иосиф Юрьевич Бишевский.
Кроме того, Александр Станиславович Хоминский и Сигизмунд Станиславович Хоминский были почетными членами Попечительного общества о домах трудолюбия в г. Свенцяны, состоящее под Августейшим покровительством Е.И.В. Императрицы Александры Фёдоровны.
В 1907 году стал депутатом ІІ-ой Государственной Думы. Входил в группу Западных окраин, которая состояла из 11 депутатов и 1 депутата, солидарного с ними. Выступал за наделение крестьян землей через Крестьянский банк, которым бы управляли местные власти.
В 1910 году избран послом в Государственный Совет от Виленской губернии. В 1913 году отказался от депутатских полномочий, так как был сторонником муниципального управления.
Во время советско-польской войны 1919—1921 годов являлся приверженцем идей союза Беларуси и Польши. Негативно воспринимал Московский договор 1920 года между буржуазной Литвой и Советской Россией.
12 августа 1920 года «мятежный» польский генерал Люциан Желиговский издал декрет о создании государства Срединная Литва. Александр Хоминский получает должность государственного контролера Срединной Литвы. Руководил Виленской школой по подготовке стрелков, входил в Союз Безопасности Края. Также работал в Виленском институте политической службы, где разработал программу федеративного устройства Срединной Литвы и подготовил исследования «Срединная Литва и Польша», «Государственный строй Литвы».

### Общественная деятельность
Совместно со Старжинским, мужем своей племянницы, финансировал строительство каменного костела в Константиново.
После подписания российским императором Николаем II манифеста 17 октября 1905 года о даровании демократических свобод, Александр Хоминский за свой счёт построил белорусскую школу в Ольшево. В 1919 году школа приобрела статус государственного учреждения; в 1926 году польские власти перевели школу на польский язык обучения.
В междувоенный период Александр Хоминский был сотрудником польского еженедельного журнала «Край», выступал также на страницах газет «Слово» («Słowo»), «Краёвая газета» («Gazeta Krajowa»), «Литовский курьер».

### Литературная деятельность
В 1882 году Александр Хоминский издал в Варшаве повесть «Последнее письмо выбросил». В 1884 году печатался в сборнике «Wiązanka prac literackich. Aleksander Chomiński, Roman Lech, Miriam, Karol Sękowski» (Warszawa,1884). В 1907 году, совместно с профессором Петербургского университета Л. С. Пташинским, из своей частной библиотеки опубликовал Ольшевскую летопись на польском языке. Ольшевская летопись - ценный источник по истории Великого княжества Литовского. В тексте летописи содержался перевод на польский язык Статута Литовского, который ранее не издавался.
Обнародовал фрагменты из дневника своего дедушки по материнской линии Юзефа Щита в «Семейной хронике». В «Литературном квартальнике» за 1911 год напечатал воспоминания своего отца генерала Станислава Хоминского.
С иллюстрациями Камила Мацкевича издал драматические произведения «Ксендз Адам» (1921), «Он и она» (1922).

### Хозяйственная деятельность
Александр Хоминский активно занимался хозяйственной деятельностью в имении в Ольшево. Возле деревни Борисы построил цех по изготовлению красного кирпича и черепицы из глины, а также дренажных труб. В близлежащих Куелях — известковый цех. Возвел кирпичную конюшню и ферму для крупного рогатого скота. К усадебному дому пристроил два крыла из кирпича. За 2 км от Ольшева, в урочище Толкунец, был обнаружен большой песчаник. Из половины песчаника местные умельцы вытесали две колонны, увенчанные шарами, а также надгробье для дочери и солнечные часы.
Возле Грумбинентов открыл смолокурню, которая перерабатывала более 1000 кубических метров пней, из которых производили деготь, древесный уголь и поташ.
Маленькую деревушку Лукша отселил подальше (располагалась на берегу реки Страча). На самой реке построил новую плотину и провел реконструкцию мельницы. Построил лесопилку и небольшую электростанцию. В 1890 году установил паровую машину с молотилкой.
Посадил новый сад, занимался огородничеством, пчеловодством и разведением лошадей.

## Награды
- почетный офицерский крест «Polonia Restituta»
- медаль «Независимости»

## Семья
В 1885 году женился на Ядвиге Горват из Познани, у которой было слабое здоровье и врачи рекомендовали ей жить в сельской местности.
Пять детей их семейства умерли в раннем возрасте: Ольга (21.02.1891 — 22.01.1892), Мария (01.09.1892 — 27.07.1893), Александр (20.01.1895- 16.11.1897), Эмилия (28.12.1898 — 19.06.1909), Ева (20.06.1900 — 09.10.1901), которые похоронены на деревенском кладбище в Константиново (сейчас Мядельский район). Сын, Людвиг (1890—1958), стал известным общественно-политическим деятелем.